# Microdulia
Microdulia is een monotypisch geslacht van nachtvlinders uit de familie van de nachtpauwogen (Saturniidae). De enige soort is Microdulia mirabilis.
M. mirabilis werd voor het eerst ontdekt in Argentinië. De vlinder is vaak te vinden op plaatsen met hoge temperaturen. Hij is het best 's nachts te zien omdat hij, wanneer het donker is, naar het licht gaat.

## Beschrijving
Het is een vrij klein diertje met vleugels van ca. 5 cm lengte. De voorvleugels zijn bruinkleurig en vrij dun, de achtervleugels zijn lichtbruin en iets dikker, en er staan donkerbruine golven op.

## Soorten
- Microdulia mirabilis (Rothschild, 1895)